# Języki południowosłowiańskie
     Słowianie

Kontinuum dialektów południowosłowiańskich z głównymi grupami dialektów

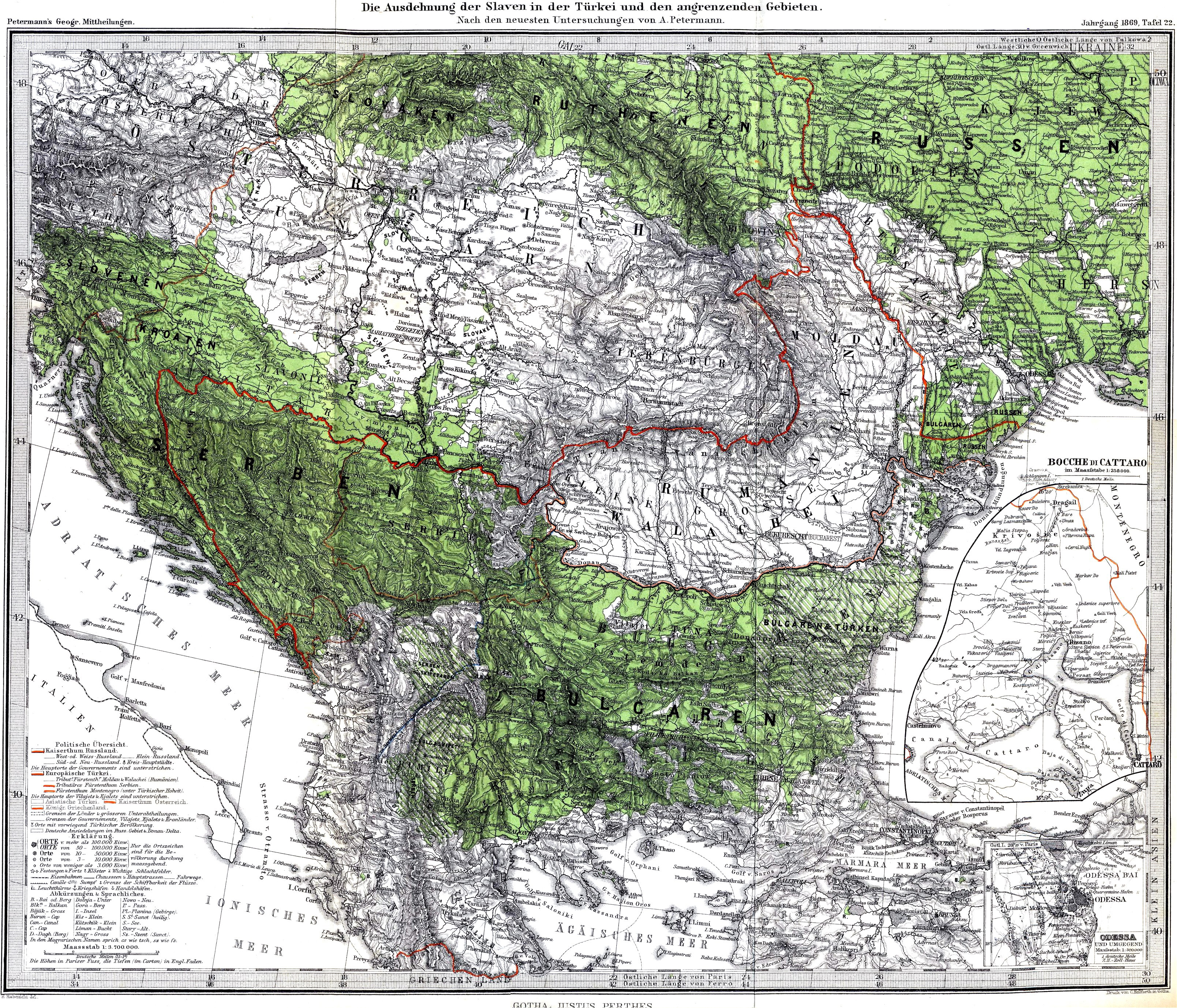
Mapa z 1869 roku
Słowianie

Języki południowosłowiańskie – jedna z trzech grup języków słowiańskich (obok zachodnio- i wschodniosłowiańskich). Posługuje się nimi ok. 32 mln ludzi, głównie na Bałkanach.
Klasyfikacja języków południowosłowiańskich:
- języki indoeuropejskie
  - języki słowiańskie (ok. 317 mln)
    - języki południowosłowiańskie (ok. 32 mln)
      -         - staro-cerkiewno-słowiański (starosłowiański) †

      - zachodnie
        - serbsko-chorwacki (ok. 23 mln)
          - serbski (ok. 13 mln)
          - chorwacki (ok. 7 mln)
          - bośniacki (ok. 2,5 mln)
          - czarnogórski (ok. 0,15 mln)

        - słoweński (ok. 2 mln)
          - prekmurski (ok. 80 tys.)

      - wschodnie
        - cerkiewnosłowiański †[1]
        - bułgarski (ok. 8,5 mln)
        - macedoński (ok. 1,8 mln)